# Al-Jahiz
Pour le cratère sur Mercure, voir Al-Jahiz (cratère).
Œuvres principales
- Al-Bayân wa l-tabyîn
- Le Livre des animaux
- Kitâb al-Bukhalâ'  (Le Livre des Avares)

Al-Jahiz ou Al-Ǧah̩iz̩ (en arabe الجاحظ), de son vrai nom ’Abu ʿUthmân ʿAmrû ibn Baḥr Mahbûb, al-Kinânî al-Laithî al-Baṣrî (أبو عثمان عمرو بن بحر محبوب الكناني الليثي البصري) est un écrivain, encyclopédiste et polygraphe arabe mutazilite, né vers 776 à Bassorah, ville où il est mort en décembre 867.
Véritable créateur de la prose arabe, il défend une culture arabe en combinant la tradition avec des données de la pensée grecque, et laisse plus de deux cents ouvrages dont une cinquantaine ont été traduits en français.
Al-Jahiz formule une première idée du principe de l'évolution des espèces très en avance sur son temps. Ce principe n'est redécouvert et diffusé largement qu'environ un millénaire après, avec les publications de Charles Darwin (qui ajoutera toutefois le principe de hasard dans l'évolution).

## Biographie
L'appellation « Al-Jahiz » est un surnom qui signifie « Celui qui a la cornée saillante ».
On sait peu de chose de l'enfance d'Al-Jahiz : famille pauvre, un grand-parent esclave zandj. Petit, il vend du poisson le long des canaux de Bassorah pour subvenir aux besoins de celle-ci. Al-Jahiz rejoint un groupe de jeunes de la mosquée principale de Bassorah pour discuter de science, et assiste à des cours de philologie, de lexicographie et de poésie.
Il continue ses études pendant vingt-cinq ans, durant lesquels il acquiert une connaissance profonde de la poésie et de la philologie arabe, de l'Histoire préislamique des Arabes et des Perses, du Coran et des hadith. Il étudie également des textes de science et de philosophie traduits du grec, notamment les œuvres d'Aristote. Son éducation est facilitée par le fait que le califat abbasside, en pleine révolution culturelle et intellectuelle, favorise la diffusion des livres.
Alors qu'il vit encore à Bassorah, Al-Jahiz écrit un article sur l'institution du califat qui est considéré comme le début de sa carrière d'écrivain, sa seule source de revenus. Sa mère lui aurait offert une corbeille pleine de cahiers en lui disant qu'il gagnerait sa vie par l'écriture. Il va écrire au cours de sa vie plus de deux cents livres sur des sujets aussi divers que la grammaire de l'arabe, la zoologie et l'élevage des animaux, la poésie, la lexicographie et la rhétorique, dont seuls trente existent encore.
Vers 816, Al-Jahiz s'installe à Bagdad, la capitale du califat islamique de l'époque, à l'occasion de la fondation de la Maison du Savoir. Grâce au mécénat du calife abbasside, Al-Jahiz s'établit à Bagdad, puis plus tard à Samarra. Le calife Al-Ma'mûn envisage de faire d'Al-Jahiz le tuteur de ses enfants, mais change d'avis, effrayé par ses « yeux protubérants » (جاحظ العينين, jâḥz al-ʿaînîn) qui lui valent son surnom.
Après avoir passé plus de cinquante ans à Bagdad, Al-Jahiz rentre à Bassorah où il mourut fin 868 ou début 869. Les causes exactes de sa mort ne sont pas connues ; mais selon la tradition populaire, il serait mort écrasé par la chute des livres de sa bibliothèque. Selon une autre version, il serait tombé malade et mourut à l'âge de quatre-vingt-dix ans.
Dans son Kitāb al-hayawān, il formula des idées darwiniennes. Par exemple : "Les animaux s'engagent dans une lutte pour l'existence et pour les ressources, pour éviter d'être mangés et pour se reproduire", "Les facteurs environnementaux influencent les organismes à développer de nouvelles caractéristiques pour assurer leur survie, les transformant ainsi en de nouvelles espèces", "Les animaux qui survivent pour se reproduire peuvent transmettre leurs caractéristiques à leur progéniture". 

Travaux d'Al-Jahiz sur le Kitāb al-ḥayawān
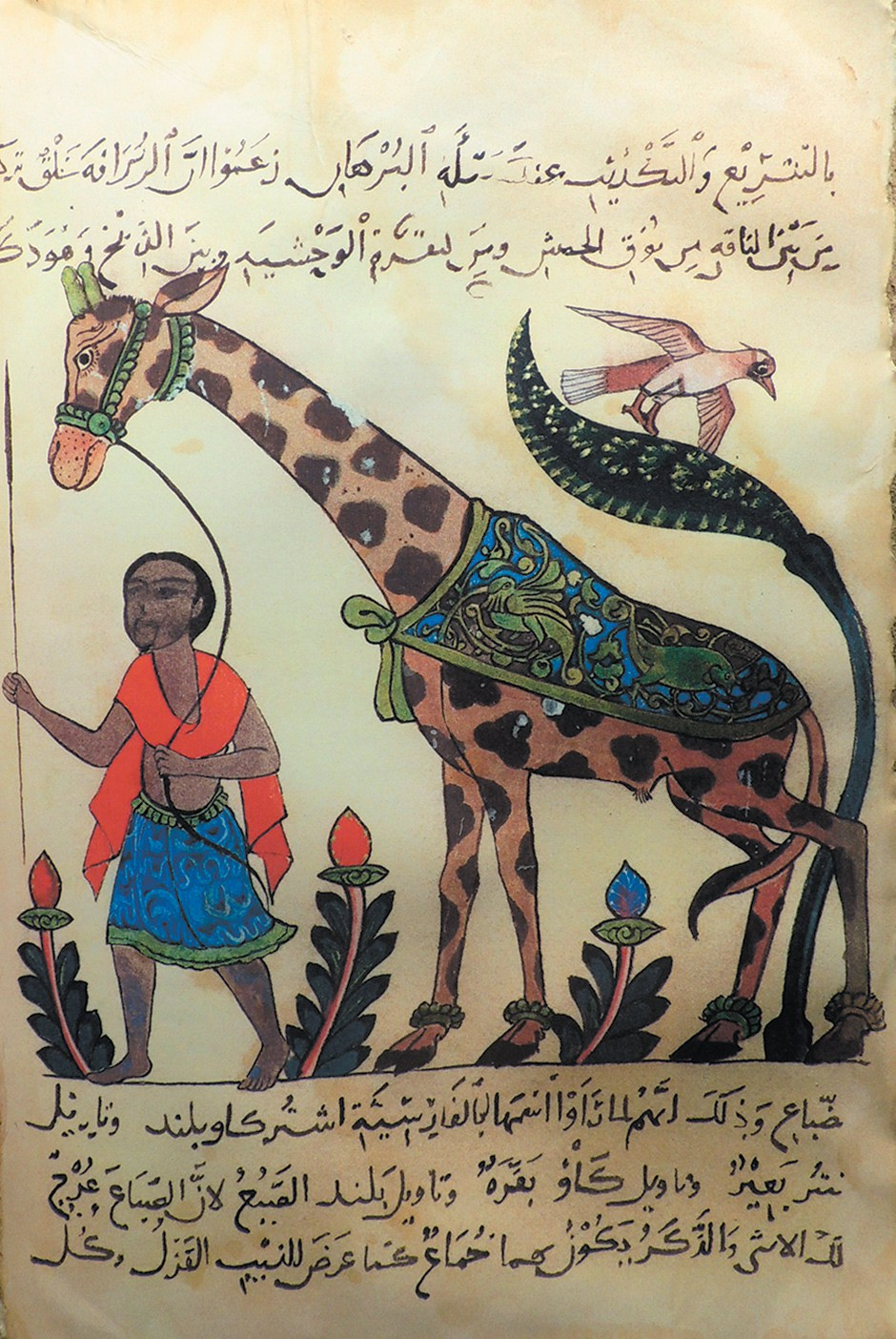
Girafe
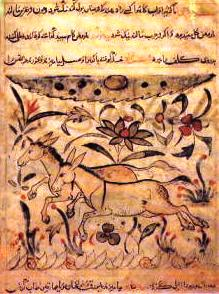
Équidés
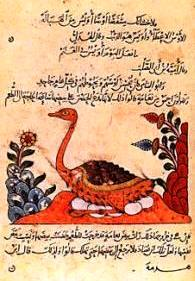
Autruche